# Sóc đỏ Bắc Amazon
Sóc đỏ Bắc Amazon, tên khoa học Sciurus igniventris, là một loài động vật có vú trong họ Sóc, bộ Gặm nhấm. Loài này được Wagner mô tả năm 1842. Địa bàn của chúng ở Nam Mỹ, chủ yếu ở Brasil, Colombia, Ecuador, Peru và Venezuela